# Casa de Cultură din Tecuci

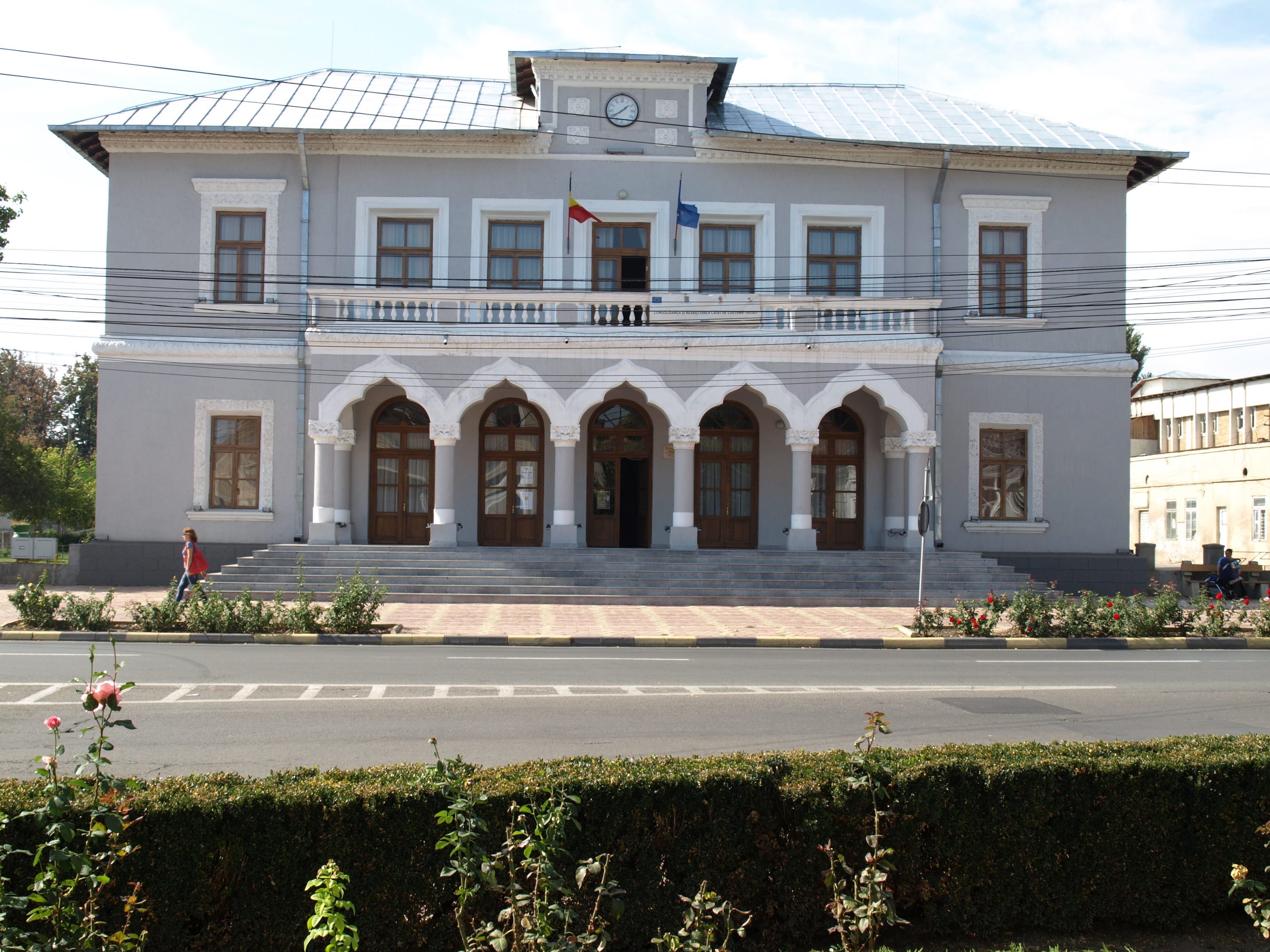
Casa de Cultură din Tecuci

Casa de Cultură din Tecuci este o clădire monument istoric, construită în perioada anilor 1886-1887 în municipiul Tecuci pentru a servi ca lăcaș de cultură și petrecerea diverselor evenimente din oraș. Casa Raională de Cultură a fost înființată în august 1953. Manifestările organizate includeau atât activități politice și ideologice, cât și „cultural-educative”.
Până în 1958 activitatea acestei instituții era limitată la o orchestră și o formație de teatru. Datorită acestui fapt, în presa locală, erau exprimate regrete pentru lipsa formațiilor corale, artistice, de dansuri naționale sau a brigăzii de agitație. Erau luni în șir când pe scena „Haia Lifschitz” nu era organizat niciun spectacol de amatori, conferință sau vreo altă manifestare cultural-artistică. Atunci când mai avea loc câte un spectacol „cetățenii orașului erau sortiți de multe ori să asculte aceleași cântece sau recitări și să vizioneze aceleași piese de teatru”, așa încât se considera că „activitatea culturală se află în pragul destrămării, făcându-se simțite un fel de apatie și lâncezeală” (Daniel Bradea, Tecuci, file de istorie, vol. 3, Ed. Stuids Iași, 2021, p.154-155).
În  1959, Casa Raională de Cultură Tecuci avea echipe de cor, teatru, dansuri, taraf și soliști de muzică populară, orchestră și soliști de muzică ușoară, o brigadă artistică și una științifică, care mergeau periodic în satele raionului Tecuci. În cadrul instituției funcționa și un cerc de pian – acordeon și unul de balet. Astfel că, „aici, oamenii muncii din orașul Tecuci au prilejul să-și descopere și cultive talentul”. (Daniel Bradea, Tecuci, file de istorie, vol. 3, Ed. Studis Iași, 2021, p.156).
În anul 1960 au fost bine primite de publicul spectator spectacolele „Sus cortina” și „Mărțișoare muzicale”. Cel din urmă, prezentat pe 6 martie cu prilejul Zilei internaționale a femeii, a fost realizat de cel mai tânăr colectiv de artiști amatori ai instituției, pe un text de text E. Hurjui, în regia lui Puiu Tuțescu și cu aranjamentele muzicale realizate de Virgil Iacob și Rudi Florea. Și-au dat concursul Elisabeta Gheorghiu, Sofia Zamfirescu, Jana Scripcaru, Constantin Mocanu, Mișu Nicolau, Dan Voinescu, Nicolae Calu, Virgil Baștunescu și alții3. Din cronica publicată de Ștefan Bratu, în ziarul local, am reținut: „Textul scris de Emil Hurjui s-a caracterizat prin prospețime. Lucrare de debut, a cuprins câteva din insușirile de bază ale teatrului de estradă (ca tematică, expresie poetică și popularitate), precum și unele tirade gustate de publicul spectator”. Mișu Ștefăniu a prezentat o șarjă satirică la adresa Sanepidului raional („Cucu...cucu”). Au fost apreciate „orchestrațiile îndrăznețe” realizate de Virgil Iacob și Rudi Florea. De asemenea, cuvinte de laudă au primit și instrumentiștii Virgil Iacob, Rudi Florea, Petre Covăseală, Mircea și Titel Ștefăniu. La final, reporterul a conchis că „spectacolul a fost frumos și vesel”, astfel că „publicul l-a îndrăgit numaidecât”. Realizarea unor astfel de manifestări artistice de către „Ansamblul de estradă” avea să continue și în anii următori. Menționăm aici spectacolul „Să cânte tinerețea”, a cărui premieră a avut loc în aprilie 1965, în regia lui Traian Ghițescu Ciurea și „Pe meridianele cântecului”, cu o primă prezentare în fața publicului în mai 1966. (Daniel Bradea, Tecuci, file de istorie, vol. 3, Ed. Studis Iași, 2021, p.161-162).
Cu priză la public erau și spectacolele oferite de soliștii de muzică populară și taraful Casei Raionale de Cultură „23 August” din Tecuci, care făceau dese turnee. Spre exemplu, în primăvara anului 1960 a fost efectuat un turneu în regiunea Galați, fiind susținute spectacole în raionul Liești, precum și în orașele Focșani, Mărășești și Odobești. În toamna aceluiași an, turneul a continuat în comunele raionului Tecuci. Au fost prezentate spectacole, alcătuite mai ales din folclorul nou și culegeri din folclorul raionului și al regiunii, în comunele Cosmești și Nicorești. Reprezentațiile oferite sătenilor „s-au bucurat de un binemeritat succes”. Taraful și soliștii de muzică populară ofereau spectacole și tecucenilor. O astfel de manifestare artistică, „apreciată de public”, a vut loc pe 8 ianuarie 1960, la sala „Haia Lifschitz”, în fața a peste 250 de spectatori. (Daniel Bradea, Tecuci, file de istorie, vol. 3, Ed. Studis Iași, 2021, p.163).
De mare popularitate în rândul tecucenilor se bucura trupa de teatru amator („colectivul dramatic”) al Casei de Cultură Raionale Tecuci. În 1957, la concursul bienal de teatru „I. L. Caragiale”, a obținut titlul de laureat pe țară cu piesa „Împărăția lui Machidon” de Tiberiu Vornic, „autor a nenumărate piese inspirate din viața nouă a țărănimii muncitoare”.
În decembrie 1958, actorii amatori din Tecuci aveau să fie laureați la cel de al IV-lea Concurs Național al echipelor artistice. În concurs au prezentat piesa „Dezertorul” de Mihail Sorbul. Regia a fost asigurată de Vasile Teodorescu.
În 1959, trupa de teatru, „desfășura o activitatea rodnică, avea un repertoriu bogat și cu o bună interpretare”, așa încât a ocupat locul 1 la faza regională a concursului de teatru „I. L. Caragiale” cu piesa „Târgul inimilor” de Tiberiu Vornic.
Referitor la participarea la cel de al cincilea concurs pe țară al echipelor artistice de amatori, presa a relatat doar că de această dată programul prezentat de trupa de teatru s-a „bucurat de un remarcabil succes”, iar din rândul artiștilor amatori „care au depus mai mult suflet în interpretarea rolurilor” erau menționați: Elena Reghina, Doina Constantin, Sofia Zamfirescu și Nicolae Calu.
În cursul anului 1959 formația de teatru a susținut spectacole și la sate, cu piesele „Răfuiala” și „Târgul inimilor”, iar cu prilejul inaugurării Teatrului de Vară din Tecuci a fost prezentată piesa „Arcul de triumf” de Aurel Baranga. Înainte de participarea la faza regională a concursului bienal de teatru pentru amatori „I. L. Caragiale”, din 1960, trupa de teatru a prezentat pe parcursul unui turneu, ce a avut loc în satele raionului, zece spectacole cu piesa „Vlaicu și feciorii lui” de Lucia Demetrius.La concurs, o prestație reușită a a avut Sofia Zamfirescu (în rolul Tincăi lui Băluță) care „a redat fidel chipul femeii din satul de azi”. Calu Nicolae (Mitru) a fost „un adevărat fiu de țăran, care întors din armată și-a dat seama că locul țăranului este în gospodăria colectivă”. Interpretări peste așteptări au avut Oancea Mihai (în rolul lui Zamfir) și Silvia Bedeleanu (în rolul Ilincăi). Redactorul ziarului local considera că formația de teatru „a avut o comportare bună, rodul unei munci îndelungate în care priceperea și dragostea instructorului artistic Vasile Teodorescu s-au împletit strâns cu strădania actorilor”. În anul 1961, formația de teatru a prezentat 34 de spectacole cu piesele: „Bulevardul Împăcării” de Aurel Baranga, „Târgul inimilor” de Tiberiu Vornic, „Dezertorul” de Mihail Sorbul, „Bucuroși de oaspeți” de Gheorghe Tențulescu. În vederea participării la cel de al treilea festival bienal de teatru „I. L. Caragiale” actorii amatori tecuceni pregăteau piesele: „O chestiune personală” de Al. Ștein, „Președintele Dragomir” de Tiberiu Vornic, „Oamenii înving” de Al. Voitin și altele.
În stagiunea 1962-1963, Teatrul Popular al Casei Raionale de cultură a prezentat în premieră piesa „Salutul dimineții” de Tiberiu Vornic.
Piesa „trata problemele etice ale inginerilor agronomi și scotea în evidență modificarea pozitivă a indicilor valorii umane în socialism”. Autorul cunoștea colectivul artistic de la Tecuci de mai mulți ani și aprecia modul în care acesta reușise să prezinte „într-un șir lung de spectacole cu felurite piese de teatru... un repertoriu de calitate ideologică militantă, la nivel artistic în continuă ridicare”. Sosit la Tecuci după încheierea cooperativizării, Tiberiu Vornic declara că a scris piesa „sub ochii interpreților colectivului dramatic al Casei Raionale de Cultură Tecuci. M-am bucurat odată cu dânșii când am izbutit realizarea unor scene bune și m-am întristat cu dânșii când n-am izbutit. Căci... se întâmplă și asta. Dar simțind participarea lor caldă, inimoasă, am refăcut mereu lucrarea și desigur, până la forma finală, vom mai face cu migală munca de cizelare artistică, spre a servi ideea cea mare, așa cum cere Partidul cu mijloace artistice de înaltă calitate”. Din echipa de actori amatori ai „Teatrului Popular”, stagiunea 1962-1963, făceau parte: Voicovici Gheorghe, Zamfirescu Sofia, Oancea Mihai, Leibovici Isac, Pichiu Maria, Coșeru Vasile, Tufescu Maria, Tanța Gheorghiu, Jugănaru Costel, Nicu Calu și Popa Vasile..  (Daniel Bradea, Tecuci, file de istorie, vol. 3, Ed. Studis Iași, 2021, p.165-166).
Cenaclul literar „Ion Creangă” din cadrul Casei Raionale de Cultură Tecuci a luat ființă în mai 1955. În cadrul cenaclului își făceau ucenicia și erau promovate tinere telente literare. Activitatea Cenaclului se desfășura în ședințe pe comitete de lectură și șezători literare în care se discutau și stimulau creațiile membrilor.
După doar trei ani de la înființarea cenaclului în presă apăreau critici la adresa acestuia, întrucât se considera că „la ședințele sale participau un număr restrâns de iubitori de literatură, în exclusivitate intelectuali”. Criticii solicitau ca acest cenaclu să se adreseze tuturor locuitorilor din oraș, nu numai intelectualilor: „Nu este de conceput că în Tecuci nu există printre muncitori sau printre funcționari elemente talentate, elemente care iubesc literatura. Dar aceștia trebuie să fie depistați și atrași la cenaclu. Popularizarea ședințelor cenaclului se face insuficient, iar activitatea acestuia se mărginește la prezentarea unor referate privitoare la viața și activitatea unor scriitori”.
Se pare că aceste critici au avut efect, dacă luăm în considerare cifrele oferite de diriguitorii instituției în octombrie 1959. Astfel, numărul membrilor Cenaclului literar „Ion Creangă” din cadrul Casei Raionale de Cultură Tecuci a crescut de la 30 în 1955, la 230 de membri în 1959, iar acești membri erau „muncitori, elevi, studenți și funcționari”.
În 1959, materialele discutate în cadrul Cenaclului erau împărțite pe tematici. Nu lipsea „politica contemporană”, dar erau abordate și probleme legate de „dezvoltarea la tineri a dragostei pentru creațiile cultural – artistice ale oamenilor de cultură români și străini”. Membri cenaclului acordau o atenție deosebită studiului problemelor de limbă română, adunau material folcloric din comunele raionului Tecuci, făceau traduceri din limba rusă a unor opere literare, precum și schimburi de experiență cu cenaclurile literare din orașele Galați și Brăila. Printre membri cei mai activi ai cenaclului erau: studentul Ion Voicu, elevele Cornelia Țenea și Magdalena Iorgulescu, tehnicianul Emil Hurjui.
Cenaclul a organizat pe parcursul anului 1959 mai multe șezători literare în cadrul cărora au fost comemorați oameni de cultură români și străini, a fost aniversat poetul Șt. O. Iosif (în satul Tecucel, comuna Buciumeni) cu prilejul împlinirii a 84 de ani de la naștere și s-a citit din creațiile membrilor cenaclului în mijlocul muncitorilor de la Fabrica de conserve.
La una din șezătorile literare organizate de cenaclul tecucean, în aprilie 1960, a participat ca invitat scriitorul Dumitru Almaș. (Daniel Bradea, Tecuci, file de istorie, vol. 3, Ed. Studis Iași, 2021, p.167-168).